# Coleophora vestianella
Coleophora vestianella é uma espécie de mariposa do gênero Coleophora pertencente à família Coleophoridae.